# Cuentos y leyendas (serie de televisión)
Cuentos y leyendas es un programa de televisión emitido por la TVE entre los años 1968 y 1976, encargado de difundir los relatos de notable valor literario pertenecientes a la literatura española y universal.

## Dirección y elenco
Contó con dos temporadas. La primera entre 1968 y 1969 con nueve episodios y la segunda entre 1974 y 1976 con 29 capítulos.
Entre los directores de los capítulos, se encuentran relevantes cineastas tales como Jesús Fernández Santos, Pilar Miró, José Luis Borau, Mario Camus, Antonio Giménez Rico, Alfonso Ungría, Josefina Molina.
Así como el elenco engloba importantes profesionales como Luis Ciges, Estanis González, Charo López, José Riesgo, Emilio Laguna, Miguel Narros, Manuel Zarzo, Alberto Solá, Carmen Maura, Raúl Sender, Félix Rotaeta, Enrique San Francisco, Berta Riaza, Agustín González, Fernando Cebrián, Rafael Navarro, Eusebio Poncela, Julio Núñez, Enriqueta Carballeira, Antonio Medina, José Vivó, Pilar Bardem, Tito García, María Luisa Ponte, Álvaro de Luna, Alberto Fernández, Modesto Blanch, Marisa Paredes.

## Reposiciones
En el verano de 1982, RTVE repuso trece capítulos, así como en el año 2009.

## Episodios notables
- El estudiante de Salamanca, de José de Espronceda
- Un hombre honrado, de Monteiro Lobato
- Los tres maridos burlados, de Tirso de Molina
- Vestida de tul, de Carmen de Icaza
- El crimen del indio, de José Verissimo
- El regreso, de Emilia Pardo Bazán
- La Buenaventura, de Pedro Antonio de Alarcón[3]
- La inocencia castigada, de María de Zayas

## Premios
- 1976 – Fotogramas de Plata, España – Mejor intérprete de televisión: Charo López
- 1976 – TP de Oro, España – Mejor Actriz Nacional: Charo López